# Josquin Baston
Pour les articles homonymes, voir Baston.
Josquin Baston aussi Joannes, Jean, Jo ou Josse, né vers 1515 et mort vers 1576, est un compositeur de l’école franco-flamande, et, peut-être, originaire des anciens Pays-Bas.

## Biographie
Il travailla sans doute dans les anciens Pays-Bas, car certaines de ses premières œuvres, dont des chansons sur des paroles néerlandaises, ont été publiées par Phalèse et Susato.
Le prénom de ce maître indiquerait une origine flamande et il se peut que Baston ne soit que la traduction française du nom de Vanderstock.
Les premières œuvres de Baston ayant été publiées à Anvers, chez Van Vissenaken et Susato, on peut croire qu’il habita cette ville vers le milieu du XVIe siècle.
Selon Fétis, dans sa Biographie universelle des musiciens, Baston fut quelquefois confondu avec Josquin des Prez.
Le style de composition de Baston ayant manifestement subi l’influence de la musique italienne, il se peut que le compositeur ait fait un voyage dans ce pays. 
Il fut probablement au service du roi de Pologne, Sigismond II Auguste, dans la chapelle de sa cour à Cracovie vers 1552-1553. Peut-être est-il identique à un certain Johan Paston, de qui on sait qu’il fut actif entre 1559 et 1566 aux cours de Copenhague et de Stockholm. Il aurait également été au service des cours de l'Autriche, de Saxe et de Brunswick-Calenberg. On ignore quand et où il mourut.

## Œuvres

### Remarques générales
Ses chansons et motets combinent l’expressivité et la charme avec l’emploi judicieux d’habiletés musicales telles que le canon. Il appliqua un large éventail de techniques contrapuntiques dans ses chansons, tandis que ses motets présentent des caractéristiques du style déclamatoire venu à la mode au milieu du XVIe siècle. 
On trouve aussi de ses compositions dans différents recueils : 
Quatuor vocum musicæ modulation es numero XXVI ex optimis autoribus diligente selectie prorsus notæ atque typis hactenus non excusa, imprimé à Anvers par Guillaume van Vissenaken en 1542
Chansons à quatre parties, auquel  [sic] sont contenues XXXI nouvelles chansons, convenables tant à la voix comme aux instruments ; livre ler, imprimé à Anvers par Tielman Susato en 1543.
Le quart livre des chansons à quatre parties, etc.  ; ibid., de 1544.
Le cinquième livre, id., ibid., de 1544.
Le huitiesme livre, id., ibid., de 1545.
Le onziesme livre, id., ibid., de 1549.
Le douziesme livre, id., ibid., de 1558.
Le treizième livre, id., ibid. (sine date).
Chansons musicales à cinq parties, imprimées à Anvers par Tielman Susato (sine date)
Cantionum sacrarum vulgo Motetta vocant quinque et sex vocum ex optimis quibuscumque musicis selectarum, lib. I-VIII,, imprimé à Louvain en 1554-1557.
Liber octavus quin/jue et octo vocum Cantionum sacrarum vulgo Motetta vocant, imprimé à Louvain par Petrus Phalesius en 1561.

### Motets
On a de lui douze motets latins de quatre à six voix, conservés dans les recueils RISM 15427, 15452, 15498, 155310, 155312, 155315, 15555, 15566, 15573, 15633 et dans Novi prorus et elegantis libri musici in quo continentur ... motecta … latinae, de 1561 (Düsseldorf, ouvrage perdu). 
En outre, il a composé trois motets-chansons à trois voix .
Sigismund Salblinger incorpora quelques motets de Baston dans sa collection Concertus octo, sex, quinque et quatuor vocum, publiée à Augsbourg en 1545.

### Élégie
Une élégie, mise en musique à six voix, sur la mort d'un Lupus non identifié (Johannes Lupi ?) lui a été attribuée, apparemment sans motif, par Van Maldeghem ; si l’attribution est correcte, on pourrait en déduire qu’il a été l’élève de Lupi. Dans cette composition, les deux voix du milieu répètent en canon le chant grégorien du Requiem six fois en contrepoint varié.

### Chansons
Il composa 29 chansons françaises, de trois à six voix, conservées dans des sources datant de 1543, de 1544, de 1545, de 1549, de 1550, de 1552, de 1553, de 1554, de 1556 et de 1562.
De surcroît, on connaît de Josquin Baston sept chansons à quatre voix et un à cinq voix sur des paroles néerlandaises, dont deux conservées dans différents manuscrits, mais pour la plupart transmises par des anthologies de la chanson néerlandaise : Het ierste musijck boexken mit vier partijen et Het tweetste musijck boexken mit vier partijen, recueillies et publiées par Tielman Susato à Anvers en 1551. De ses chansons sur des paroles néerlandaises, la seule composée pour cinq voix n’a pas été conservée dans son intégralité, et cela dans aucune des deux sources. 
Les chansons de Josquin Baston sur des paroles néerlandaises (orthographe de Bonda) :
- Een gilde heeft sijn deerne ter scheijmaeltijt ghebeden (Un luron a invité sa donzelle à un dîner d’adieu), à quatre voix
- Een gilde jent reet laest naer Ghent (Un luron venait de partir pour Gand), à quatre voix
- Een meijsken was vroech opgestaen (Une jeune fille s’était levée tôt), à quatre voix
- Lecker Beetgen en Cleijn Bier (Appétissant Régal et Bière Diluée), à quatre voix
- Lijden en verdraghen moet ick op dit termijn (Je ne fais que souffrir et endurer), à quatre voix
- Mijns liefkens bruijn ooghen (Les yeux bruns de mon amour), à cinq voix
- Naelde, naelde, goe fijne naelden (Des aiguilles, des aiguilles, de bonnes et fines aguilles), à quatre voix
- Verhuecht u nu bedructe geesten (Réjouissez-vous, esprits accablés), à quatre voix

## Notoriété
Lodovico Guicciardini parle de lui comme de l’un des meilleurs musiciens des Pays-Bas de son époque. L’éminent musicologue Burney fait l’éloge des compositions de Baston en vantant leur souplesse, leur rythme, leur mélodie et les indications nettes du ton sur lequel elles doivent être jouées.

## Ressources